# Orden Civil del Mérito Medioambiental

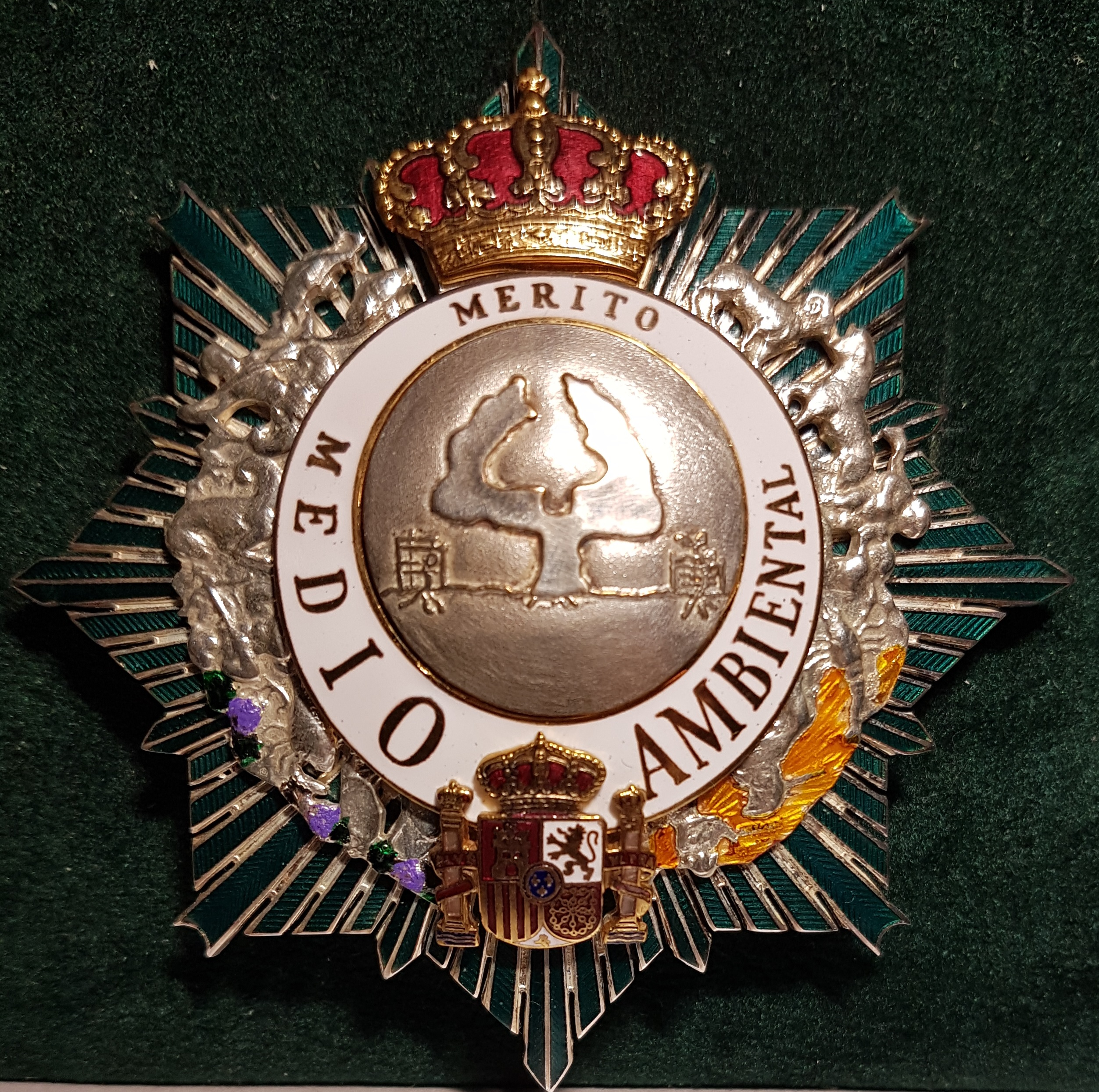
Encomienda de número de la Orden Civil del Mérito Medioambiental

La Orden Civil del Mérito Medioambiental es una distinción civil española. Está destinada a recompensar a personas y entidades por la realización de servicios eminentes o actuaciones destacadas, para la conservación de la naturaleza y protección del patrimonio natural y la biodiversidad, la lucha contra el cambio climático, la calidad ambiental, la defensa y promoción de la sostenibilidad de los recursos hídricos marinos y continentales, y en general en defensa del medio ambiente. Esta orden fue creada mediante el Real Decreto 1036/2009, de 29 de junio, por el que se crea la Orden Civil del Mérito Medioambiental. Esta norma se completa con la Orden del Ministerio de Medio Ambiente, y Medio Rural y Marino (posteriormente Ministerio para la Transición Ecológica) ARM 3085/2009, de 13 de noviembre, por la que se aprueba el Reglamento de la Orden Civil del Mérito Medioambiental.

## Grados
Esta orden posee las categorías siguientes:
- Gran Cruz.
- Encomienda de Número.
- Encomienda.
- Cruz de Oficial.
- Cruz.
- Medalla de Bronce.

Establece el preámbulo del Real Decreto 1036/2009, de 29 de junio, por el que se crea la Orden Civil del Mérito Medioambiental, que éste tiene por finalidad la creación de la Orden Civil del Mérito Medioambiental en línea con el sistema de reconocimiento honorífico del Real Decreto 421/1987, de 27 de febrero, por el que se crea la Orden del Mérito Agrario, Pesquero y Alimentario.  
La Orden de 15 de abril de 1987 aprueba el Reglamento de la Orden del Mérito Agrario, Pesquero y Alimentario. Esta Orden establece en su artículo 10 que la Gran Cruz llevará consigo el tratamiento de excelencia; la de Encomienda de número concede a quien la posea el tratamiento de ilustrísima. En todo caso la distinción y tratamientos tiene carácter personal e intransferible.  
También existe una modalidad especial, la placa al mérito medioambiental, destinada a corporaciones, instituciones y otras personas jurídicas, públicas o privadas tiene las siguientes modalidades: 
- Placa de Oro.
- Placa de Plata.
- Placa de Bronce.

La gran cruz y la placa en la categoría de oro, se conceden mediante Real Decreto y el nombramiento se debe publicar en el Boletín Oficial del Estado. En las categorías restantes se otorga por Orden del titular del Ministerio para la Transición Ecológica. Los méritos que son tenidos en cuenta a la hora de proponer candidaturas en esta orden son los siguientes:
1. La fundación o mantenimiento de instituciones de investigación, enseñanza o divulgación en la conservación de la naturaleza y protección del patrimonio natural y de la biodiversidad.
2. La lucha contra el cambio climático y la calidad ambiental.
3. La defensa y promoción de la sostenibilidad de los recursos hídricos marinos y continentales.
4. La defensa del medioambiente.

## Desposesión de distinciones
El agraciado con cualesquiera de las categorías que haya sido sentenciado por la comisión de un delito doloso o pública y notoriamente haya incurrido en actos contrario a las razones determinantes de la concesión de la distinción podrá, en virtud de expediente iniciado de oficio o por denuncia motivada, y con intervención del Fiscal de la Real Orden, ser desposeído del título correspondiente a la distinción concedida, decisión que corresponde a quien la otorgó.